# China Shipbuilding Industry Corporation
China Shipbuilding Industry Corporation (CSIC) est une des deux principaux conglomérats publics chinois de construction navale avec China State Shipbuilding Corporation (CSSC). Il est créé en 1999. Son siège social est situé à Pékin.

## Histoire
Elle est gérée depuis par la Commission chinoise d'administration et de supervision des actifs publics fondée en 2003.
En 2018, son chiffre d'affaires est proche des 49 milliards de dollars américains dont 20 % dans l'industrie de l'armement. Elle est classée alors par le site américain Defense News au 14e rang mondial et au 6e rang chinois des entreprises du secteur de la défense.
En juillet 2019, l'État chinois annonce son intention de fusionner China Shipbuilding Industry Corporation (CSIC)  et China State Shipbuilding Corporation (CSSC), deux entreprises de constructions navals publiques qui était avant 1999 dans la même société, et qui conjointement forme un chiffre d'affaires de 66 milliards d'euros pour 13 % du marché mondial de la construction navale. Cette fusion est validée et complétée en novembre 2019.